# Atractus peruvianus
Atractus peruvianus este o specie de șerpi din genul Atractus, familia Colubridae, descrisă de Giorgio Jan în anul 1862. Conform Catalogue of Life specia Atractus peruvianus nu are subspecii cunoscute.